# Anacridium aegyptium
Anacridium aegyptiumär en insektsart som först beskrevs av Carl von Linné 1764.  Anacridium aegyptium ingår i släktet Anacridium och familjen gräshoppor. Inga underarter finns listade i Catalogue of Life.

## Bildgalleri

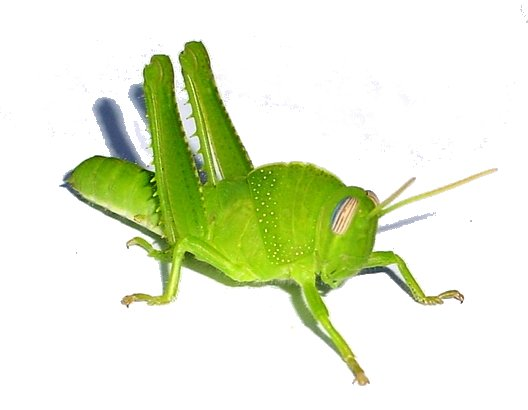
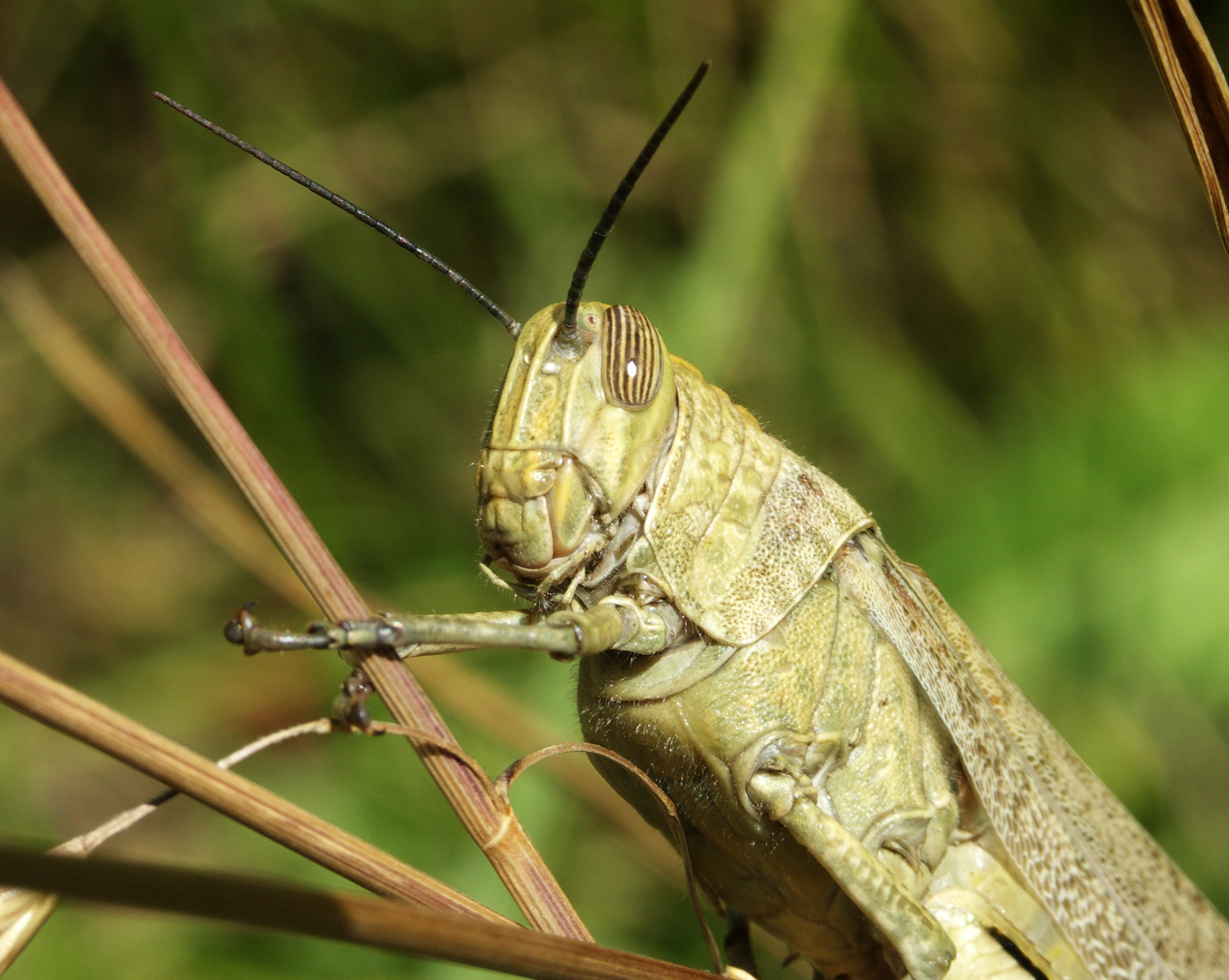
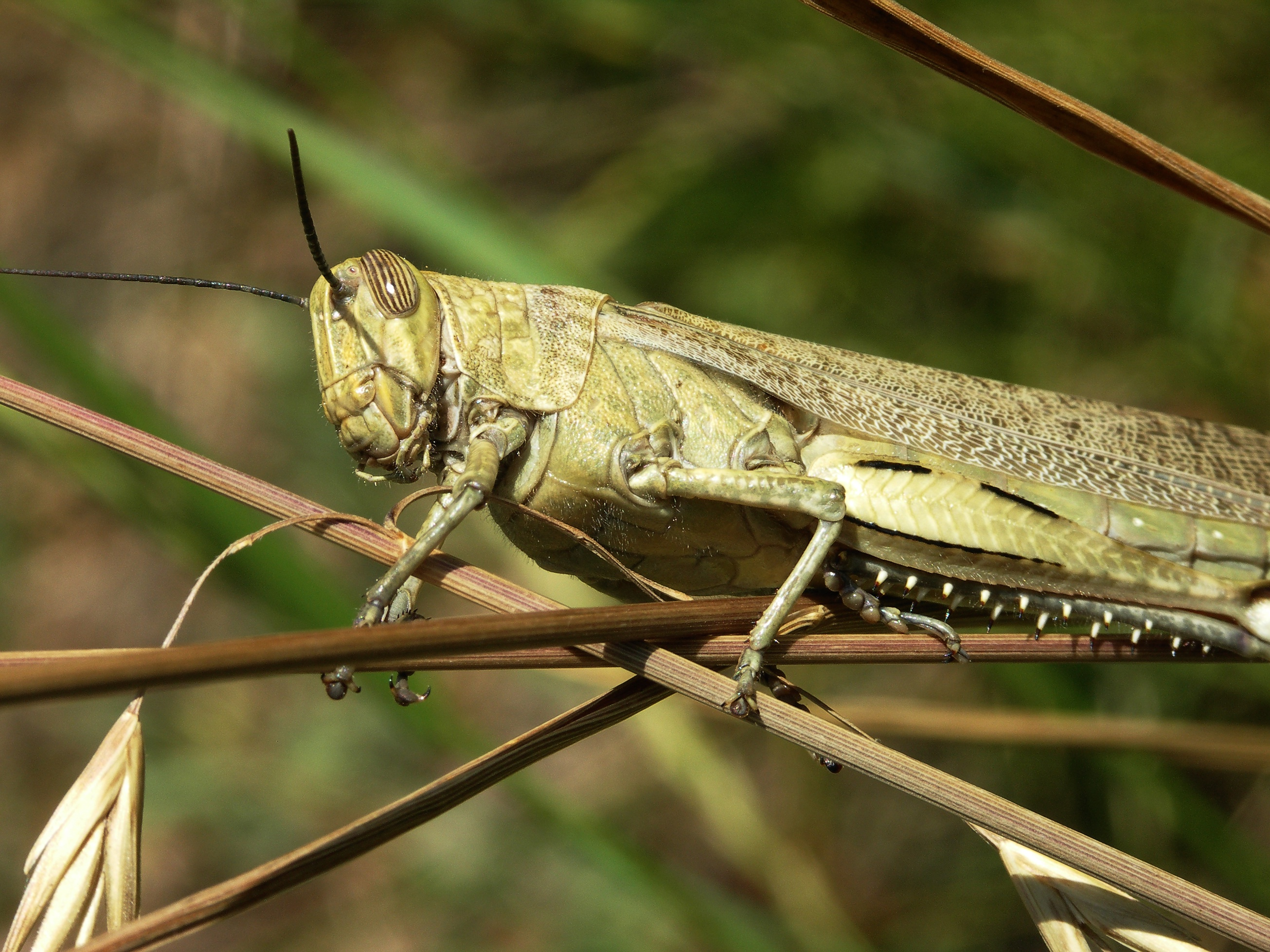
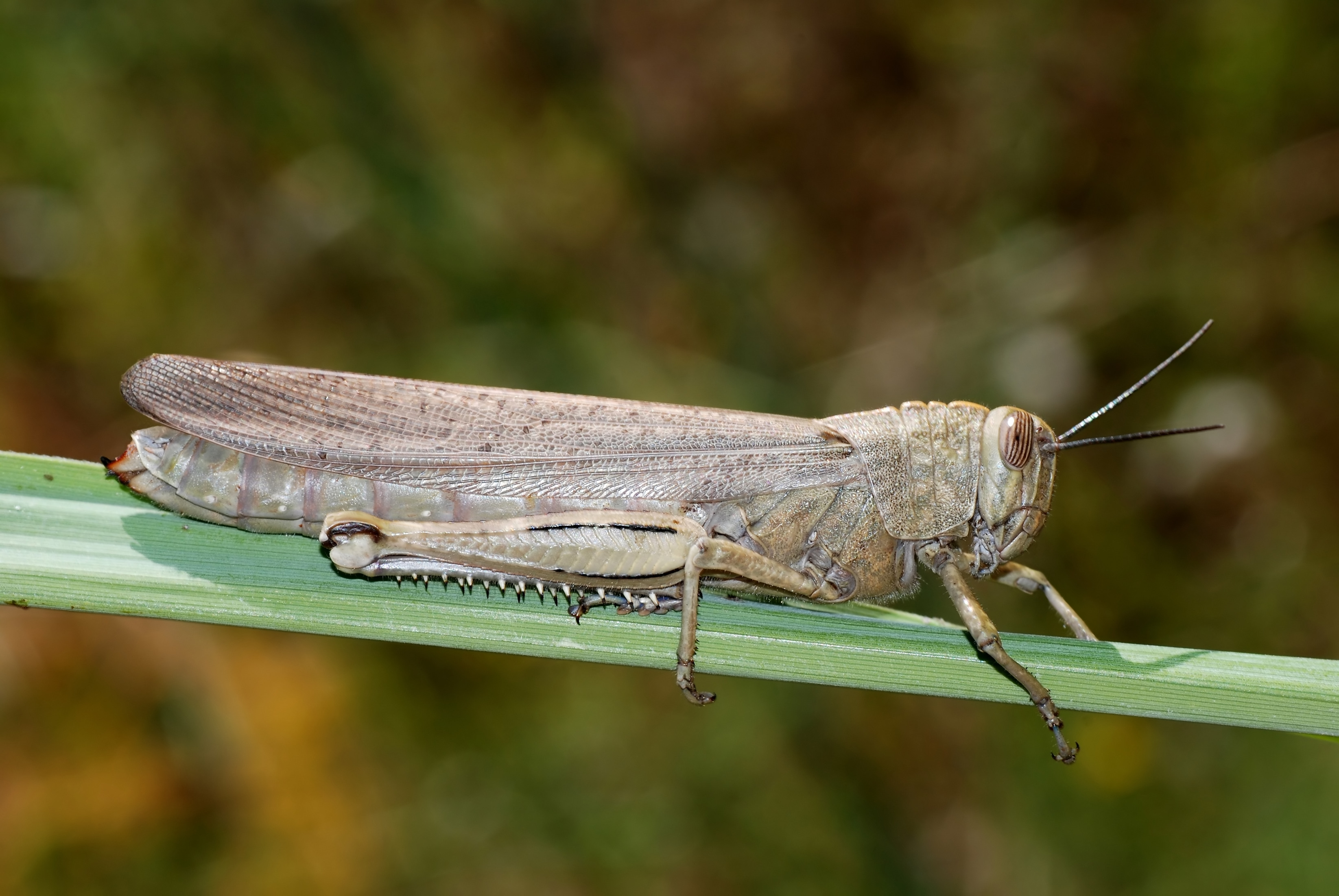
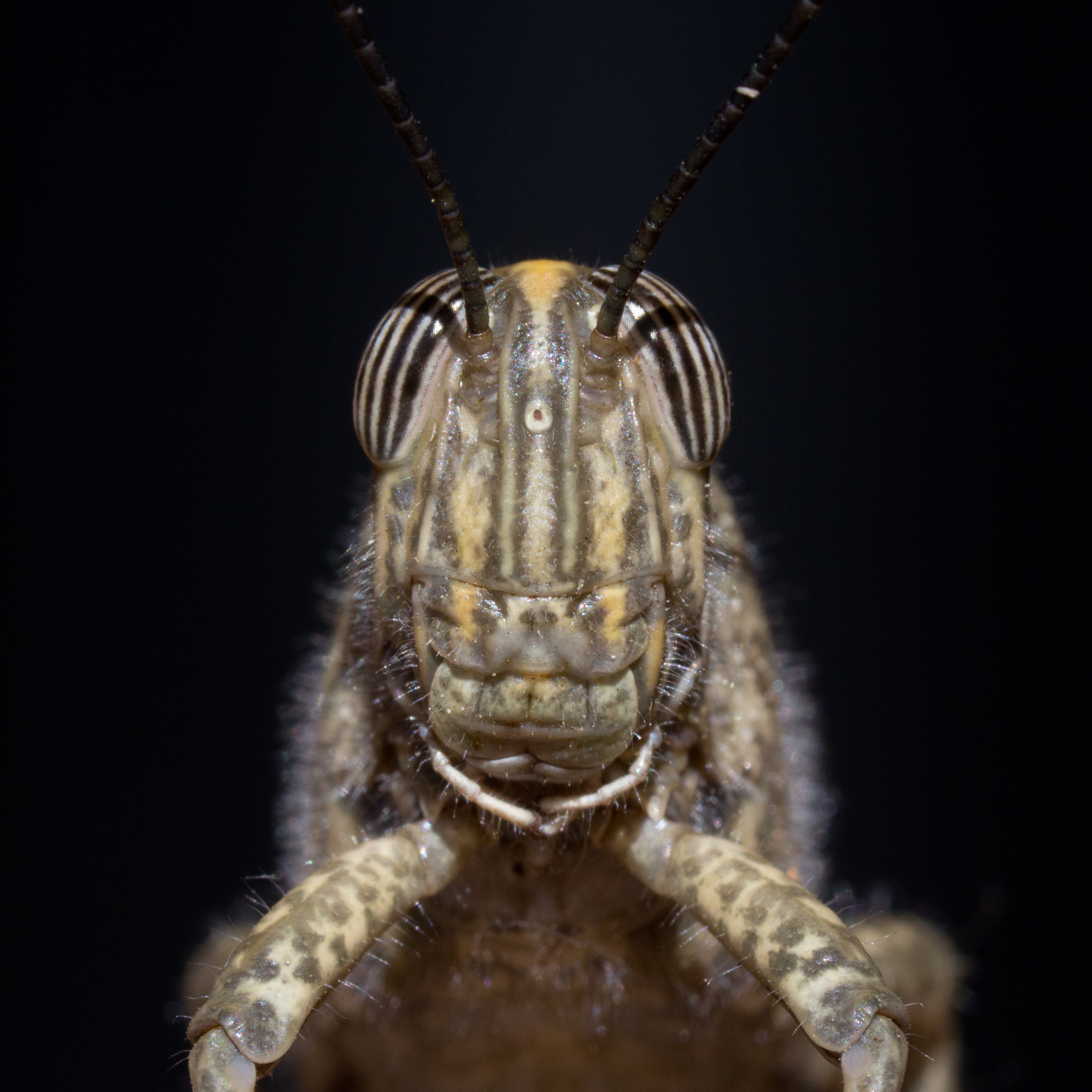
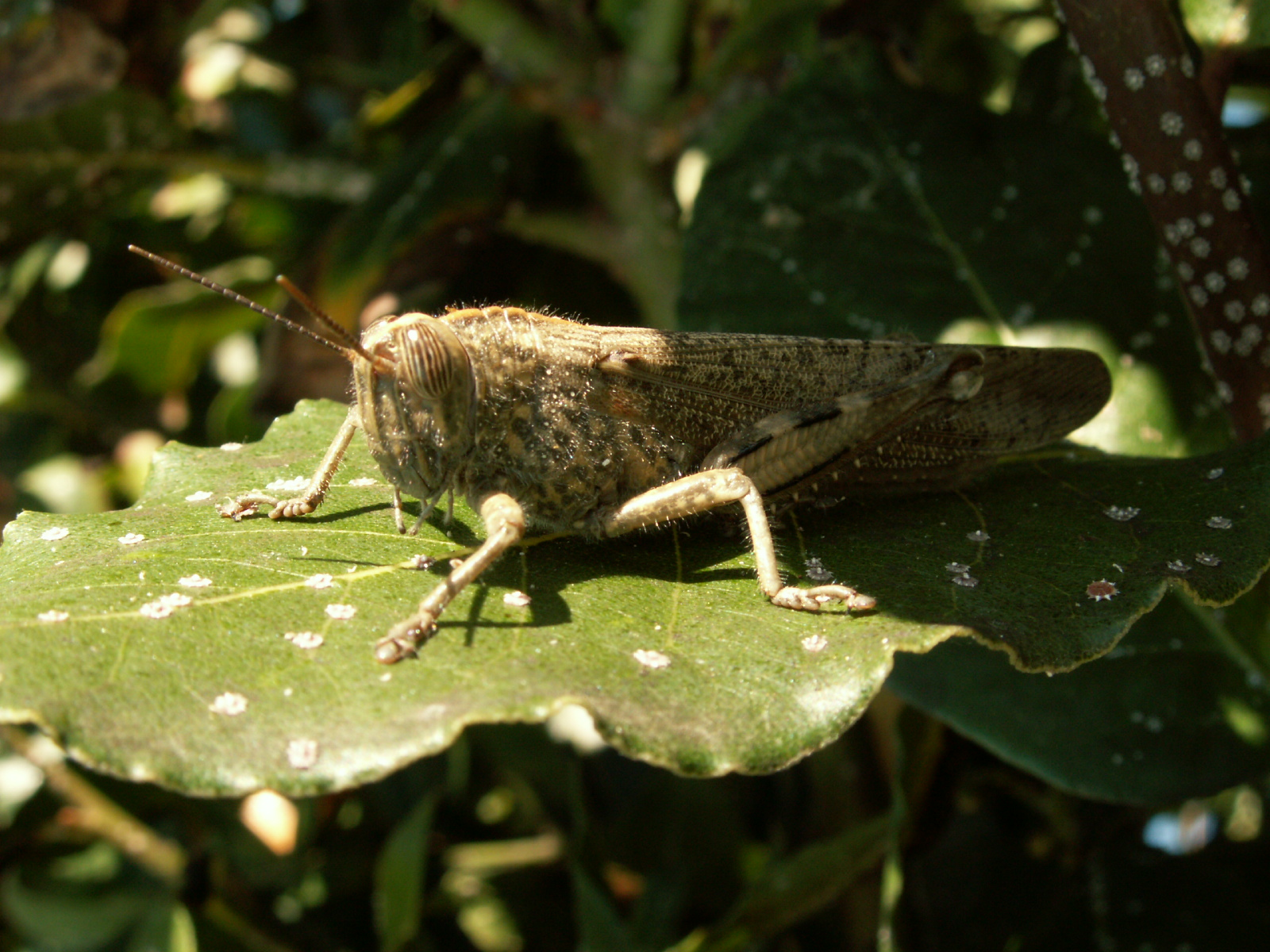